# Энке, Владимир Робертович
Владимир Робертович Энке (1908—1987) — советский композитор, критик и педагог.
Член Союза московских композиторов.

## Биография
Родился 31 августа (18 августа по старому стилю) 1908 года в Москве.

### Образование
В 1917—1918 годах учился в Московской консерватории по классу фортепиано у Г. А. Пахульского, в 1936 году окончил её по классу композиции у В. Я. Шебалина (ранее занимался у А. Н. Александрова, Н. К. Чемберджи). В 1937 году окончил аспирантуру при консерватории (руководитель Шебалин).

### Деятельность
В 1925—1928 годах Энке — литературный редактор журнала «Культпоход». В 1929—1936 годах — музыкальный редактор молодёжного вещания Всесоюзного радиокомитета. В 1938—1939 годах он преподавал в Московской консерватории.
Также выступал как музыкальный критик.
Умер 23 июля 1987 года в Москве.

## Творчество
Владимир Энке — автор произведений различных жанров. Ему принадлежат оперы и оперетты, оратории, фортепианные сонаты, вокальные сочинения и песни.
В годы Великой Отечественной войны композитором создана оратория «Русскому воинству» (1941—1942).
Его опера «Любовь Яровая», созданная после войны (первое представление состоялось 25 февраля 1947 года во Львове), была поставлена музыкальными театрами в Москве, Ленинграде, Львове, Куйбышеве.
Записал около 200 частушек Московской области (1933—1935), а также ряд частушек и песен Рижского и Новосельского районов Рязанской области (1936), записал и обработал ряд песен терских казаков (1936).